# 戸田橋

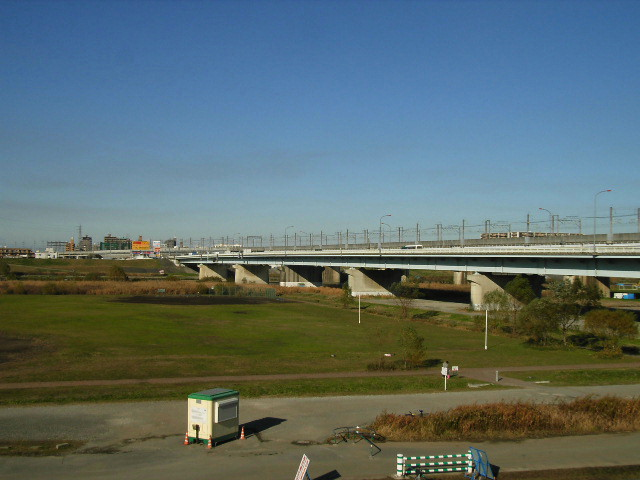
東京側からみた戸田橋（2004年12月）

戸田橋（とだばし）は、東京都板橋区舟渡と埼玉県戸田市川岸の間で荒川に架かる国道17号（中山道）の道路橋である。橋長519.0メートル、幅員21.0メートル。

## 概要
荒川の河口から25.0 kmの地点の荒川に架かる橋で、約70メートル下流側に東北新幹線・埼京線荒川橋梁が東に並んで架かる。江戸時代に戸田の渡しがあり、1875年（明治8年）に最初の戸田橋が架かった。現行の橋は1978年（昭和53年）竣工の4代目で、橋長519.0メートル、幅員21.0メートル、最大支間長88.4メートルの7径間鋼連続箱桁橋である。歩道は上流側下流側ともに設置されている。橋は前後のアプローチ区間も含め自転車の車道走行が禁止されており、その旨を示す道路標識も橋の両入口に設置されている。橋の管理者は国土交通省関東地方整備局である。また、災害時に防災拠点等に緊急輸送を行なうための、東京都の特定緊急輸送道路や、埼玉県の第一次特定緊急輸送道路に指定されている。橋の名前は戸田の渡船場の呼称に因む。

## 歴史

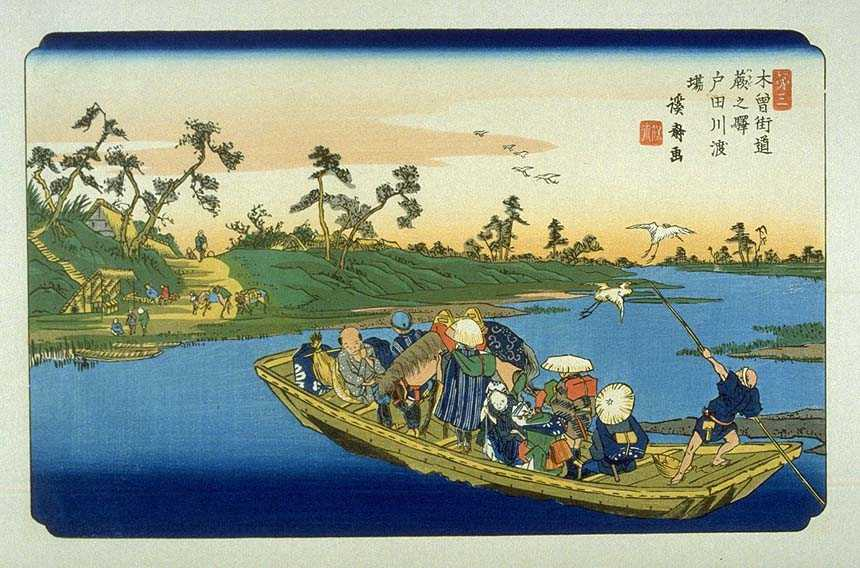
木曾街道 蕨之驛 戸田川渡場

### 戸田の渡し
戸田の渡しの存在は、江戸期より存在する文献では天正年間（1573年 - 1593年）にさかのぼる。江戸時代初期の1616年（元和2年）には中山道の要所として官設の渡船場がおかれた。現在の国道17号のおよそ130メートル下流側に存在した。渡船の運航時刻は明むつ（6時）から暮むつ（18時）までの日中の時間帯に限定され、夜間は運航されなかった。この地点には1772年（安永元年）に戸田河岸場がおかれて物資の集散点としても機能した。参勤交代の大名行列や宮様下向などの際は臨時に舟橋も架けられた。渡船場は戸田橋の完成とともに廃止された。

### 1875年の橋

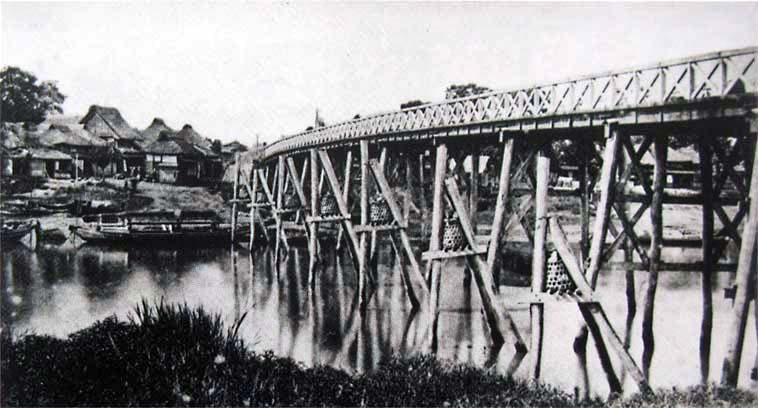
初代戸田橋（1875年）

1874年（明治7年）2月、民間人で堀正と天野伴蔵の両者が私財を出して戸田橋の工事に着手した。途中資金不足で工事が中断したが、長野県人の正木誓がこれを引き継いだ。施工中の橋は大雨により流失に見舞われたが、地元の資金援助を受けて工事を再開し、1875年（明治8年）5月26日に木製の戸田橋が竣工した。架橋場所は渡船場と同位置（国道17号のおよそ130メートル下流側）で、工費は12660円であった。橋長136.0メートル（75間）、幅員4.2メートル（2貫2尺）。通行は有料で渡船時代の通行料よりも高額であった。通行料は1人5厘、荷車を引いた牛や馬は1銭であった。橋の両詰に詰所がありそこで通行料を徴収していた。1885年の大水で破損し、翌年改修された。1896年（明治29年）に橋は埼玉県に移管された。通行料の徴収は1898年（明治31年）まで継続された。

### 1912年の橋

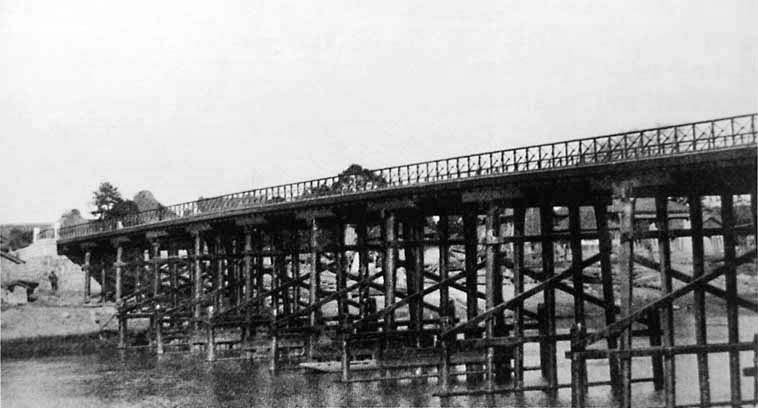
二代目戸田橋（1912年）

橋が傷んだため、東京都と埼玉県が資金を折半し、1912年（大正元年）10月、木製の橋ではあるが橋面に土をならした土橋に架け替えられた。橋長129.0メートル（71間）、幅員5.0メートル（3間）。1923年（大正12年）の関東大震災と1924年（大正13年）の大水で破損した。

### 1932年の橋

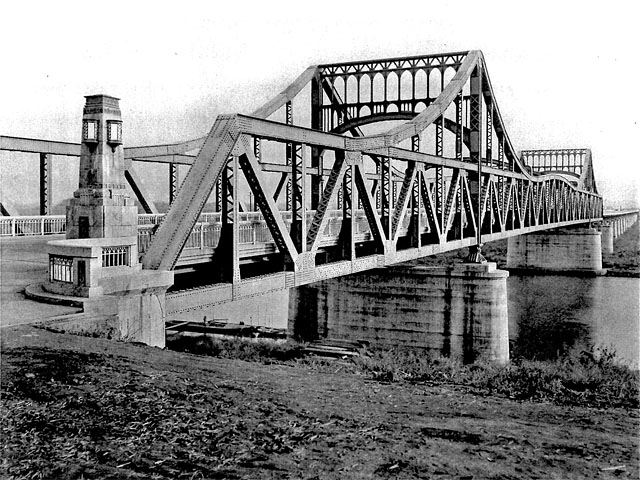
三代目戸田橋（1934年）

國道九號線の橋として1929年（昭和4年）着工され、起工式が5月22日の11時より架設予定地の堤防上にて挙行された。総工費101万9000円を投じて1932年（昭和7年）12月24日に二代目の橋の約100メートル上流側の位置に三代目の橋が鋼製のカンチレバートラス橋として開通した。工費の三分の二は国庫負担で残りは東京都と埼玉県が折半した。橋長528.6メートル、幅員11.0メートル。橋の設計は増田淳、橋の施工は横河橋梁製作所（現、横河ブリッジ）、架設は鴻池組である。開通当時はその斬新でモダンなデザインから、「日本一斬新で美しい橋」と言われ、観光地にもなった。交通量の増大のほか、通行車両の大型化や重量化に対処しきれなくなり、時代にそぐわなくなったことにより1978年（昭和53年）に役目を終え、撤去された。遺構としてこの橋の北側の親柱が戸田市の戸田橋親水公園に、南側の親柱が板橋区の小豆沢公園に移された。北側の親柱には、太平洋戦争（大東亜戦争）後に米軍憲兵によって付けられたとされる弾痕が3つある。また、この親柱は2014年（平成26年）12月13日、「戸田市指定有形文化財（建造物）」に指定された。

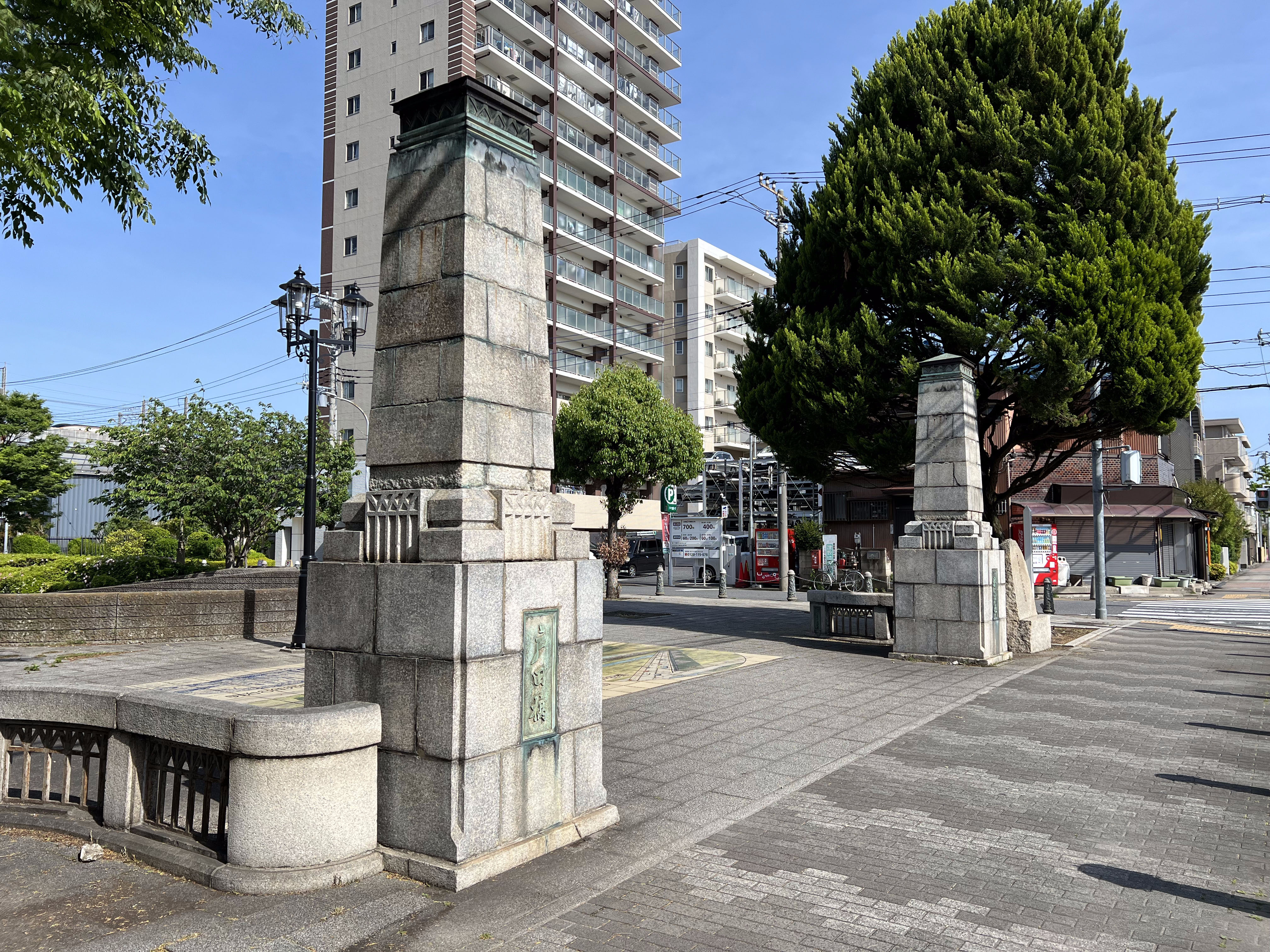
戸田橋親水公園に移された親柱
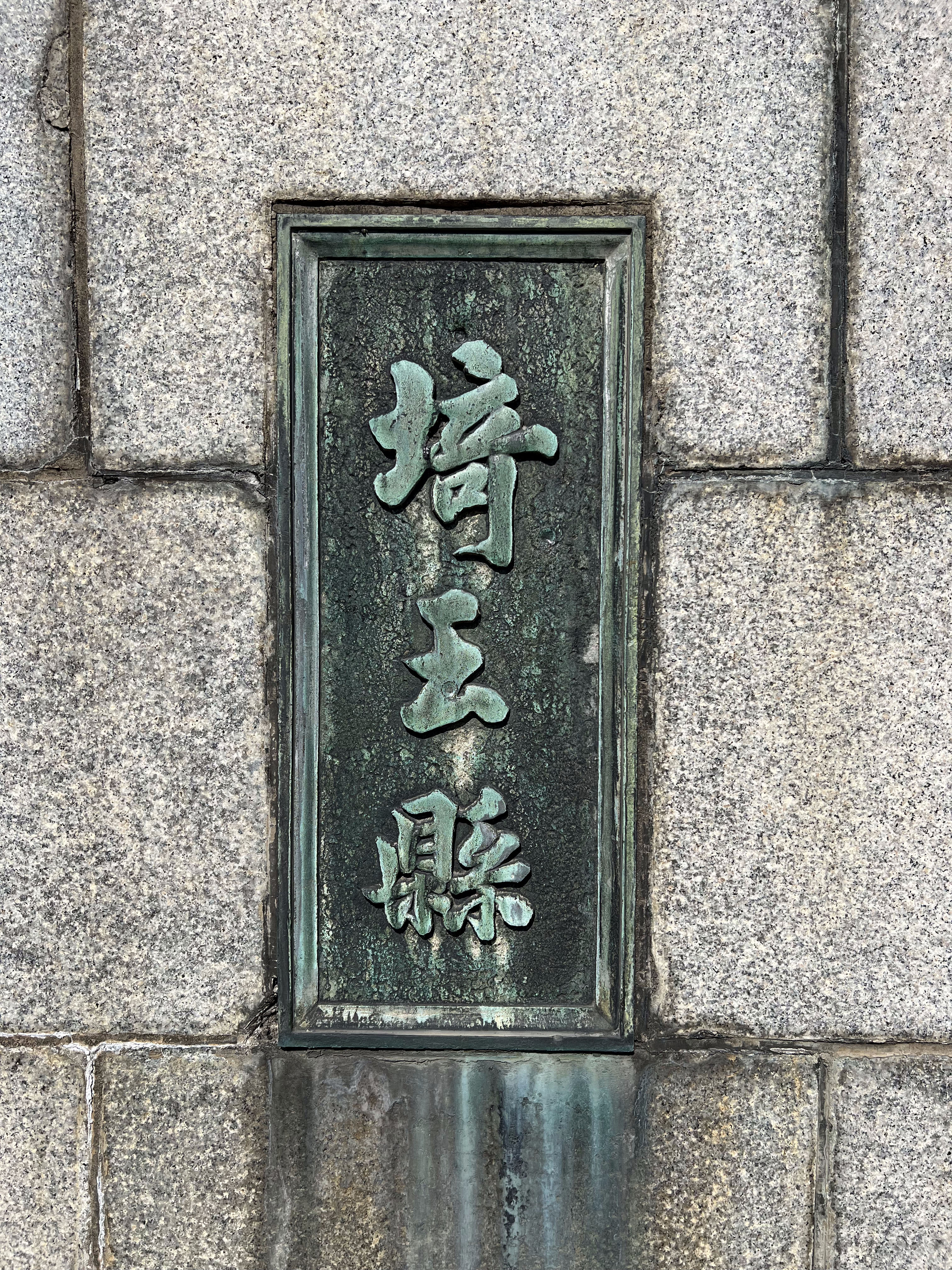
弾痕がついた銘板

### 1978年の橋

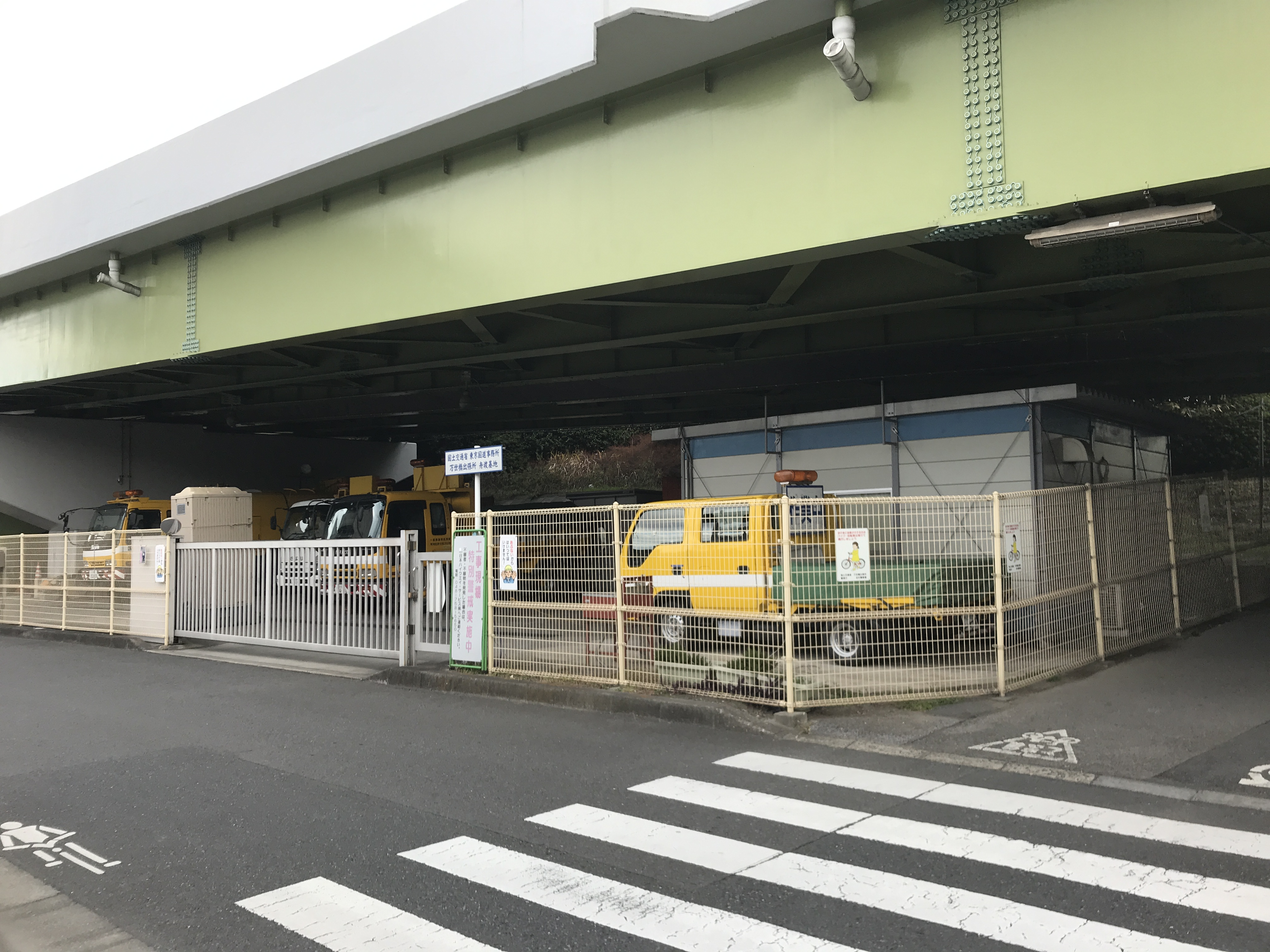
舟渡高架橋の下。東京国道事務所の車両基地がある（2020年1月）

1973年（昭和48年）10月、建設省関東地方建設局大宮国道工事事務所（現、国土交通省関東地方整備局大宮国道事務所）が事業主体となり、総工費85億円を掛けて三代目の橋の約30メートル上流側の位置に四代目の橋である新戸田橋の建設工事に着手した。同時に橋の前後の取り付け道路も新戸田橋に合わせて改修が行われ、事業区間の総延長は橋も含め1480メートルにも及んだ。
1977年（昭和52年）12月21日に新戸田橋が鋼連続箱桁橋として下り線2車線分が暫定開通し、同日正午に橋の共用が開始された。なお、三代目の橋は上り線専用として使用が継続された。
1978年（昭和53年）8月13日に上り線2車線が完成し、新戸田橋が竣工した。橋長519.0メートル、幅員21.0メートル。現在はこの新戸田橋を戸田橋と呼ぶ。歩道は上り車線側は下流側に、下り車線側は上流側にそれぞれ設けられている。北側の荒川堤防で1977年（昭和52年）12月竣工した曲尺手高架橋（かねのてこうかきょう）に、南側の荒川堤防で舟渡高架橋に接続し、堤の下の地平面に緩やかに降りる。

## 周辺
1979年（昭和54年）に荒川で実施された捕獲調査では、戸田橋で魚類はまったくとれなかった。1985年（昭和60年）にはゲンゴロウブナを優占種とし、コイとハクレンも捕獲された。
荒川の流心が埼玉県側に寄っているため、河川敷は右岸（東京都側）に広くとられている。橋のそばから上流側は戸田橋緑地で、サッカー場、野球場があり、その周りに疎林と草原がある。下流側の河川敷にはゴルフ場がある。左岸（戸田側）では、上流側の堤防をはさんで戸田公園が設けられている。戸田公園の北に、戸田漕艇場・戸田競艇場がある。堤防を越えた両岸には工場が多い。

## その他
毎年夏には、戸田側の河川敷で戸田橋花火大会が、板橋側ではいたばし花火大会が同日に行われる。この時は、国道である橋上はもちろん、橋の周辺は人や車で混雑する。なお、いたばし花火大会と戸田橋花火大会は、事実上板橋区と戸田市の共催により実施されているが、その歴史的背景は荒川沿いの板橋区と旧戸田町（現戸田市）とのあいだの都県境が河川改修される前の蛇行する荒川の流路に沿って非常に複雑に入り組んでいたため、現在の都県境のように荒川の流路に沿って非常にわかりやすくシンプルな境界線へ変更した事を記念して、実施され続けている。
首都直下地震発生時は、帰宅困難者が一斉に帰宅した場合、最大で1時間に約12万人が殺到し、車道に歩行者が溢れる可能性がある。東北地方太平洋沖地震（東日本大震災）の際も、車道は上下線とも渋滞し、歩道も混雑した。また、橋が崩落した場合は水上バスによる戸田の渡しが行われる予定で、2011年（平成23年）7月7日には訓練が行われた。

## 隣の橋
- 荒川

（上流） - 幸魂大橋 - 笹目橋 - 戸田橋 - 荒川橋梁（東北新幹線・埼京線） - 荒川橋梁（東北本線） - （下流）